# ゴッドアフタヌーン アッコのいいかげんに1000回
『ゴッドアフタヌーン アッコのいいかげんに1000回』（ゴッドアフタヌーン アッコのいいかげんにせんかい）は、和田アキ子がパーソナリティを務める、ニッポン放送をキーステーションに放送しているラジオ番組。1990年4月7日放送開始。通称「いいかげんに1000回」、略称「アッコの1000回」。

## 放送時間
- 1990年4月7日 - 1993年3月27日：毎週土曜日11:30 - 14:00
- 1993年4月3日 - 現在：毎週土曜日11:00 - 13:00 ※30分繰り上げ、2時間に縮小。土曜日の編成見直しのため。

## 概要
メインパーソナリティは、歌手の和田アキ子。番組タイトルのアッコは和田アキ子の愛称略称からきた文字であり冠番組。
1990年の春改編に番組開始以来、33年続く長寿番組であり、聴取率は同年4月期の最初のスペシャルウィークより連続して同時間帯聴取率首位の座を不動の地位にしている（ただし、1991年以降はTBSラジオの『土曜ワイドラジオTOKYO 永六輔その新世界』（2015年終了）と1位を分け合う時もあり、特に2000年頃からは連続同時首位で落ち着くことが増えていた）。
番組は主にメインパーソナリティの和田とパートナーで進行担当のアシスタント2人によるフリートーク、リスナーからの電話（当初より。近年、各曜日の他のワイド番組では行わなくなったが、本番組は継続している。他局でもTBSテレビアナウンサーの安住紳一郎がパーソナリティを務めるTBSラジオ『安住紳一郎の日曜天国』が残るのみで、稀少である）・FAX（当初より）・メール（1999年10月 - 現在）の紹介、曲（当初より）とさまざまなコーナーで構成される。かつてはこの他に生中継のレポーターのコーナーもあった。稀にトークが盛り上がり過ぎて曲がかからない場合があるのが特徴。2004年9月から2014年3月29日まで第2スタジオ、2014年4月5日から第3スタジオから放送している。
通常は生放送であるが、新年1回目と2回目の放送は、土曜日が三が日に当たる年も含み、和田が毎年年始休暇としてプライベートでオーストラリア旅行に行っているため、必ず事前収録となり、和田の思い出の曲やカバー曲を流す編成となる。2回分の事前収録はほぼ毎年、年末最後の放送後に行っている。また、TBSテレビ系列『アッコにおまかせ!』休止日（『別府大分毎日マラソン』および『プリンセス駅伝』中継日等）の前日の放送も事前収録になることがある。理由は不明だが、その日の番組内で生放送ではなく収録であるという旨は原則説明されない。
このことは、
- 天気予報の読み上げおよび、交通情報担当者への呼びかけがニッポン放送アナウンサー[注 3](ニッポン放送で聴取している場合に限られる)。場合によってはそれらの部分や「おまかせセブンイレブン」等の告知部分の時間に限り垣花がスタジオに入って生放送で対応する事がある。
- 放送中にFAX・メールの募集をしていない、または放送中にFAX・メールの募集は行っていない旨のアナウンスがある。
- 一般リスナーが生電話で登場するクイズコーナーが休止。

の3つですぐに分かる。かつては「レポーターの生中継がない」と言う特徴もあったが、現在は中継コーナー自体がなくなっている。
かつてはニッポン放送ニュースの際にニュース担当アナウンサーによる全てのニュース読み終了後、和田がそのニュースに短いコメントをしていたが、現在は和田がその時間はマイクから席を外すため行われていない（その後も不定期にコメントする形にする時期もあったが、のちに完全に取りやめられた）。また、交通情報の担当者への呼びかけ担当もかつては和田が行っていたがこちらも和田がその時間はマイクから席を外すため、現在は前述のとおり、交通情報の開始を知らせる担当のアシスタントの垣花がそのまま呼びかけ担当をしている。
和田によるこの番組での発言が、当日のインターネットでのニュース速報や翌日のスポーツ新聞各紙の記事になることが稀にあり、当番組翌日に生放送される『アッコにおまかせ!』では、決まってその記事が紹介される。和田には、「世直し番組だと言われている」、また自身がTwitter現在のXアカウントを開設する以前から「この番組が自分のブログやツイッターの代わり」とも言っていた（後にTwitter Xアカウントを開設したが、そちらでは時事ニュースに対する私見は全く投稿していない）。
2003年、長らく関東ローカル番組であったこの番組が、他地域にもネットされるようになった。2014年からはradikoプレミアム会員限定ではあるが、全国での聴取が可能となった。これ以降、ネット局向けの対応をすることとなるが、その場合、和田のスケジュールはニッポン放送のオンエアに合わせられるため、ニッポン放送で休みの場合は2001年よりアシスタントを務める垣花による『垣花正のいいかげんに1回』とするか、代役を立てた状態で放送する。この詳細は後述。
1992年のニッポン放送AMステレオ放送開始後も、タイトルコール後に流れるモノラル音源のオープニングBGMを1990年の番組開始当初の第1回から現在も使用されている。
全国ネット開始後からCMフィラーの使用が開始され、『Mona Lisa』（11:23）、ビリー・ヴォーン楽団演奏の『Wheels』（邦題：峠の幌馬車、11:25）、『Le Marchand de Bonheur』（邦題：幸福を売る男、11:32）、ビリー・ヴォーン楽団演奏の『Isle of Capri』(邦題：カプリ島 11:54)、『Un homme et une femme』（邦題：男と女、11:55）、『The Entertainer』(12:23)、『San Francisco』（邦題：花のサンフランシスコ、ポール・モーリア演奏の「花のサンフランシスコ）、12:25）、『San Francisco』（12:33）、『Unchained Melody』(12:55)の洋楽のインストが使われている。
ジングルのうち、和田の楽曲「DYNAMITE-A-GO-GO!!!」と、2001年から、1998年発売の「真夏の夜の23時」と、2000年発売の「REACH OUT」のBGMの一部（イントロ部分）を使用している。

## 出演者

### パーソナリティ
- 和田アキ子

### アシスタント
- 初代　田中義剛（1990年4月7日 - 1993年3月27日）（義剛は翌年1991年4月7日から2年間、翌日の日曜日放送のTBSテレビ『アッコにおまかせ!』も和田とともに司会を担当することになり、土日毎週和田と生共演だった）
- 2代目 桜庭亮平（ニッポン放送アナウンサーから2017年までフジテレビアナウンサー）（1993年4月3日 - 2001年3月31日）
- 3代目 垣花正（フリーアナウンサー、2019年3月まではニッポン放送アナウンサーとして出演）（2001年4月7日 - ）（2021年4月2日より、テレビ番組においても顔出しで不定期に共演する。アッコとアシスタントのテレビでの顔出しでの共演は初代義剛以来、27年ぶりである[3]。ちなみに2006年に和田主演のテレビドラマに垣花が出演しているがこれは和田と別撮りシーンだったため直接の共演ではない）

### ニュース担当
肩書きなしはニッポン放送アナウンサー
- 箱崎みどり

### 過去のレポーター
- 畑中秀哉（ニッポン放送アナウンサー、どんぶりマン名義でも出演）
- 桜庭亮平（アシスタント就任前に担当）
- イジリー岡田
- 赤木ひろこ（1994年10月 - 2000年3月）
- 江戸むらさき

※以下はすべて「TOYOTA飛び出せ!街かど天気予報」・「TOYOTAハッピータウンサーキット」担当レポーター
- 糸永直美
- 仲田真紀子
- 堀口智美
- 飯田浩司（ニッポン放送アナウンサー、ただしその後はニュース担当として出演）
- 徳武樹里

など

### 過去のニュース担当
山部以外はニッポン放送アナウンサー（桜庭・那須・増田・五戸・新保・栗村は当時）。
- 桜庭亮平（初代のニュース担当、レポーター・アシスタント就任前）
- 那須恵理子
- 飯田浩司
- 五戸美樹
- 山本剛士
- 東島衣里
- 増田みのり
- ひろたみゆ紀
- 栗村智
- 新保友映
- 山部朱里（フリーアナウンサー）
- 熊谷実帆
- 内田雄基

など

### 代役
代役起用の経緯など詳細は後述
- 和田
  - 代役なし、桜庭良平（2000年）
  - 井森美幸（2005年）
  - 森公美子（2008年）
  - 代役なし、垣花正（2020年）
  - ミッツマングローブ（2022年）
  - 山瀬まみ（2022年）
- 田中
  - 不明
- 桜庭
  - はたえ金次郎（1995年）
- 垣花
  - 桜庭良平（2005年）
  - カンニング竹山（2016年、2022年）
  - 陣内智則（2016年、2022年）
  - あびる優（2016年）
  - ますだおかだ（2016年）
  - 松村邦洋（2022年）
- 進行

アシスタントが欠席で代役がアナウンス経験のない人物の場合、ニッポン放送のアナウンサーが進行役で出演する。
- - 増田みのり（2016年）
  - 箱崎みどり（2022年）

### その他
- ヒロミ（2017年12月 - 2023年12月）B21スペシャル　ヒロミが2023年まで7年間は、スペシャルウィーク後の年間最終週前週の毎年恒例ゲストとして和田と1年間を振り返る企画を行っていた。

## 番組名の由来
番組タイトルは英語の「Good afternoon」（グッドアフタヌーン）を、和田の愛称「ゴッド姐ちゃん」の「ゴッド」に置き換え、「いいかげんに1000回」は「いい加減にせんかい!!」（「いい加減にしろ」の意）の語呂合わせ。番組開始当初は、単なる語呂合わせに過ぎなかったが、放送を重ねるにつれて｢1000回｣という番組タイトルが現実味を増していった。
当時和田曰く、1000回を一応最終回としていたが、850回を超えた時に「アッコのいいかげんに1000回」→「アッコのいいかげん2000回」（「に」と「2」の違い）にしようという話題が持ち上がった。2009年12月26日放送で無事、番組名通りに放送1000回を達成したが、番組はそのまま継続し、タイトル変更の予定もない。

## 現在のタイムテーブル
ニッポン放送の2025年度のタイムテーブルをもとにしている。ネット局では、天気予報・交通情報・ニュースの部分は各局独自に差し替えている（詳しくは後述）。
- 11:00 - タイトルコール～オープニングトーク
  - 11時の時報後、垣花による「セブン-イレブン サタデースペシャル ゴットアフタヌーン」のコールの後、1秒ほどおいてから和田が「アッコのいいかげんに1000回」とタイトルコールが行われる。垣花のパートはスポンサーに関わる部分でネット局ではカットされている。そのため、この間はネット局では無音になっているが、2023年現在は高知放送で局名アナウンス、福井放送でステーションジングルをそれぞれ入れる事で無音の時間を無くしている。一方で大分放送は11時の時報の後、和田のタイトルコールまで無音のままとなっている。
  - 後述のようにオープニングトークの時間が長いため、15～20分程度話した後、1曲目をかけてコマーシャルを連続で流すことが多いが、ゲストが出演する回や事前収録の時はオープニングトークは7～8分程度で終了し、コマーシャルを挟む。
- 11:25 - 天気予報
- 11:27 - 交通情報（警視庁／首都高）
  - ローカル差し替え枠Ⅰ。後述。
- 11:32 - おまかせ セブン-イレブン
  - セブン-イレブンの生コマーシャル。垣花が新商品や話題の商品を紹介して、和田がコメントをする。
  - 事前収録の時は天気予報（ローカル枠）前の11:23頃に放送時間が変更することがある。
- 11:35 - フリートークやリスナーからのメール・ファクシミリのメッセージを紹介する。
- 11:55 - ニッポン放送ニュース・天気予報
- 11:57 - 交通情報（警視庁）
  - ニュースと天気予報および交通情報の録音放送時は内田、天気予報および交通情報の生放送時は垣花がそれぞれ担当。場合によってはニュースも垣花が読む。前述の通り、和田は12:00まで席を外す。
  - ローカル差し替え枠Ⅱ。後述。
- 12:00 - 12時台のオープニングトーク
  - フリートークやリスナーからのメール・ファクシミリのメッセージを紹介する。かつて、ここから飛び乗る局が存在した時期には、飛び乗りコメントがあった。
- 12:25 - 天気予報
- 12:27 - 交通情報（警視庁）／首都高速ルート情報（首都高）
  - ローカル差し替え枠Ⅲ。後述。
- 12:45 - クイズ・アコちゃんに叱られる！
  - 2019年9月7日からスタート。『クイズ・ワダオネア』の後続コーナー。タイトルは『チコちゃんに叱られる!』のパロディで、コーナーのBGMには本家のテーマソングである『カリキュラマシーン』のテーマが使用されている。
  - 抽選で選ばれたリスナーに電話をかけて、当日の番組内容から4択の問題を出題し解答してもらう。
  - 番組に寄せられた全てのハガキ、FAX、メール[注 5]から解答者を選ぶ。5コール以内に出なかった場合は失格で、別のリスナーに電話をかける。正解した場合は現金1万円が贈られる。別のリスナーも電話に出なかった場合は、翌週に持ち越され、リスナー2名に電話をかけることになる。
  - 前身の『クイズ・ワダオネア』では問題を読み上げてからリスナーに電話をかけて解答してもらっていたが、元々参加を想定していなかったリスナーやradikoで聴取しているリスナー[注 6] が問題を聴いていない状況で電話がかかってくる事が多々あったため、本コーナーでは電話が繋がってから出題する方式に変更された。
- 12:55 - エンディング
  - 直後に交通情報を放送するが、本番組に内包される形をとっている。

### 不定期で放送されるコーナー
- 名曲ディスカバリー
  - 名曲のオリジナルとそのカバーを徹底的に聴き比べるコーナー。2014年以前は毎週12:05頃から放送されていた。以降は番組が収録となった時に特集として番組全編で放送されるようになったが、収録時のコーナーとなってからは毎回特定のテーマに沿った選曲をかけるようになった。

### 終了したコーナー
- 12:05 - 週刊ワダスポ
  - 1週間の芸能ニュースを振り返るコーナー。和田はここで芸能情報を知ることが多く、翌日の『アッコにおまかせ!』ではここで得た芸能情報に基づきコメントをすることが多い。また逆にここでの発言が、翌日のスポーツ紙の芸能欄で記事にされることもある。録音放送時や、スペシャルウィークなどでゲストが出演する場合も原則休止する。当初は12:10頃から行われていたが、2015年前後にこの時間に移動していた。毎週行われたのは2024年4月までとなり番組から報告は特段なくいったん打ち切られた後、5月と6月と月1回のコーナーに格下げれた後に7月以降行われていないことから正式に終了したとされている。
- 12:45 - クイズ・ワダオネア
  - 2000年頃スタート。コーナー名の由来は開始当時に放送されていた『クイズ$ミリオネア』のパロディ。コーナーのBGMも本家で使用されていたものに似せたものが使われていた。
  - 当日の番組内容から4択の問題を出題。番組に寄せられた全てのハガキ、FAX、メールの中から抽選で選ばれた人（通常1名だが時間に余裕がある、ないしは前週が録音の場合は2名、スペシャルウィークでは11:00台も含め3名以上の場合有り）に電話をかけ回答してもらう。正解した場合は現金1万円が贈られる。
  - 問題を読み上げたあとすぐにリスナーに電話をかけて解答してもらう。問題は1度しか読み上げないので、解答者に選ばれた場合はたとえ問題を聴いていなくても4択の中から勘で答えなければならない。本家ミリオネアと同様、解答後に和田が「ファイナルアンサー？」という問いかけを行うが、解答者は「ファイナルアンサー」と返すまで何度も解答しなおすことができた。
  - 不正解の場合や回答者に選ばれたリスナーが電話に出ない場合は賞金はキャリーオーバーされ、次回放送時の問題が2問・回答者が2名になる。かつては、はがきに答えを書く方式で、翌週に正解を発表していた。
  - 通常の投稿をしたリスナー全てがそのままクイズへの解答権を得る可能性がある（放送中に投稿が読まれたリスナーがクイズ回答者にも選ばれたケースもある）ため、クイズへの参加を想定していない投稿者は、留守にしてしまって電話に出なかったり、電話が掛かってきて面を喰らうケースが多々ある。その都度､｢応募するくらいなら、ちゃんと聴いててもらいたい!｣と和田が苛立つシーンがよく見られる。このことから、和田の提案により、2012年8月よりこのコーナーの実施時刻を不定にする試みが始まり、オープニングトーク後の11時台に行ったりすることがある。
  - 参加を希望するリスナーは、番組へのメッセージ中に必ず連絡先の電話番号および本名を入れるよう番組中に案内がある(ラジオネームとの併用可)。また、radikoで聴取している場合はその旨を明記するように呼びかけている。radikoで聴いているリスナーが解答者に選ばれた場合は、radikoによる遅延の関係で出題前や出題中に電話がかかることのないようにしばらく時間をおいてから電話をかけていた。
  - 2019年9月7日の放送で先述の「クイズ アコちゃんに叱られる！」へリニューアルしたことに伴い、8月17日の放送で終了した[注 7]。

## 主な出来事

### 1990年代
- 1990年4月7日 - 第1回放送。パーソナリティ・和田アキ子、アシスタント・田中義剛の2人でスタート。
  - 10月6日 - ジングルが2代目に変更。初代ジングルは僅か半年で終了となる。ここからジングルが3代目に変更されるまで、番組開始時に必ずジングルが流れるようになっていた。
- 1992年
  - 3月7日 - 第100回放送。
- 1993年
  - 3月27日 - 義剛が卒業。
  - 4月3日 - 2代目アシスタントに桜庭が就任。同時に番組放送時間を、11:30～14:00の2時間半の放送から現在の11:00～13:00へ変更し、30分短縮。
  - 4月10日 - セブン-イレブンがメインスポンサーとなり、番組タイトル冒頭に「セブン-イレブンサタデースペシャル」が加わる。タイトルコールも、桜庭（→垣花）によるセブン-イレブンサタデースペシャルゴッドアフタヌーンというコール後にアッコが、アッコのいいかげんに1000回と言う形になり、2011年3月11日に発生した東日本大地震直後の3月12日放送からの一定期間中のスポンサー自粛時を除き、現在までメインスポンサーを務めている。
- 1994年
  - 2月12日 - 第200回放送。
- 1995年11月25日 - 番組内で和田が翌日行われるジャパンカップを採り上げ、「出走馬の一頭ランドがどうしても気になる」と発言。翌日行われたジャパンカップでランドが優勝し、翌日のスポーツ紙一面に「アッコ大当たり!」の見出しが躍った。
- 1996年 - 第300回放送。
- 1997年
  - 3月22日 - 旧有楽町ニッポン放送本社スタジオからの最後の放送[注 8]。
  - 3月29日 - お台場のニッポン放送本社スタジオからの初回放送。
- 1998年 - 第400回放送。
- 1999年10月頃 - 公式サイト開設、それまでのFAX・電話のみの受付とともに、メールでの受付も開始。

### 2000年代
- 2000年
  - クイズワダオネアがスタート。
  - 時期不明 - 第500回放送。
  - 2月 - アッコが交通事故で足を骨折したため、番組を休演。
  - 3月 - 中継担当の赤木ひろこが卒業。
  - 11月18日 - ゲストにアッコと親交の深いタモリを迎え、スペシャル企画「タモリとアッコの対談裏話」と題して、面白トークを繰り広げた（タモリの週間ダイナマイクの番宣）。
  - 12月 - BSデジタルラジオLFX488で、ニッポン放送ニュース・天気予報・交通情報・CMがカットされた90分の短縮版が放送開始。
- 2001年
  - 3月31日 - 桜庭が卒業（夕刊フジ出向に伴う降板）。
  - 4月7日 - 3代目アシスタントに垣花が就任。就任当日に遅刻する失態を犯してしまう[4]。垣花も先代の桜庭同様、すでにこの当時から現在に至るまで、月曜日～金曜日帯生放送番組とこのアッコの土曜日に生放送の当番組とずっと掛け持ち出演中であり、番組・時間が変わっても18年に渡り日曜日以外の全曜日ニッポン放送の生放送番組に出演している[注 9]。
- 2002年
  - 1月19日[5] - 第600回放送。
  - 9月30日 - 公式サイトリニューアル。
  - 11月 - LFX488で放送終了。
- 2003年
  - 8月16日 - 和田が子供好きであるということから、「ミステリーツアー」と題して、一般公募で選ばれた夏休み中の小学生の子供達をお台場のニッポン放送本社スタジオに招待した。ナビゲート（中継進行）は江戸むらさきが担当。　
  - 10月4日 - 福井放送・ラジオ沖縄 でネット開始。
  - 10月11日 - 南海放送でネット開始。
- 2004年
  - 時期不明 - 第700回放送。
  - 3月29日 - 公式サイトリニューアル。
  - 7月頃 - ナインティナインの岡村隆史を飲みに誘ったが、電話が掛かってこなかったという事件があり、岡村も同局で放送されている「ナインティナインのオールナイトニッポン」（木曜・深夜25:00-27:00）でこの話をしたところ、ナイナイの「オールナイトニッポン」のリスナーがこの番組にメールを送ったらしく、「岡村さんを怒らないで下さい。岡村さんも忙しくて電話が出来なかったようです。」という内容のメールが多数届いており、和田も理解をしていたようだが、その後和田は7月29日OAの「ナインティナインのオールナイトニッポン」では岡村に対しコメントを述べていた。
  - 9月4日 - お台場ニッポン放送本社スタジオからの最後の放送[注 10]。
  - 9月11日 - 新 有楽町のニッポン放送本社スタジオからの初回放送。
  - 10月21日・2005年2月22日 - 特別番組「アッコのいいかげんに1000回増刊号」を22:00 - 24:00に放送[注 11]。2005年2月22日には華原朋美がゲストで出演。
- 2005年
  - 1月29日・2月5日 - 垣花が主任研修のため、かつて2代目として担当していた桜庭が約4年ぶりにアシスタントを務めた。
  - 10月1日 - 南海放送でネット終了。
  - 10月8日 - 前日に和田の母親が死去し、和田が欠席。ホリプロの後輩である井森美幸が代役を務めた（井森美幸のいいかげんに1000回）。和田が番組を休んだのは放送日が『NHK紅白歌合戦』のリハーサルと重なった日（NHKにスケジュールを押さえられるため）、ベッドから転落して肋骨を骨折した時、前述のとおり交通事故で足を骨折した時などがある。
- 2006年
  - 1月14日 - 第800回放送。
  - 3月 - TBSテレビ『リンカーン』の一企画として来たダウンタウン・さまぁ〜ず、キャイ〜ン、雨上がりの計8人がエンディングのラスト1分に乱入。放送終了後、リンカーンのロケ収録を垣花が退席した上でゲストに和田を迎えた形としてそのままニッポン放送のスタジオで行った。
  - 10月7日 - 「TOYOTA サタデータイム 小倉智昭のラジオサーキット」の開始に伴い[注 12]、「TOYOTA 飛び出せ街角天気予報」が「TOYOTA ハッピータウンサーキット」にリニューアル。
- 2007年
  - 4月7日 - 当時NHKアナウンサーの堀尾正明がゲスト出演。
  - 7月頃 - エンディングテーマが1990年番組開始当初から使用していたモノラル音源の番組オリジナルBGMから、和田の「翼もないのに」に変更。ジングルも3代目に変更（今現在使用の物）される。
  - 8月25日 - ｢アッコ・徳光 歌のタイムトンネル キーワードで振り返る昭和と平成｣。8:30～13:00の長時間特番を放送（アッコ・徳光のラジオ紅白歌合戦の項目も参照）。
- 2008年
  - 1月19日 - 第900回放送。
  - 3月29日 - ラジオ沖縄でネット終了。
  - 4月5日 - 大分放送でネット開始。
  - 10月4日 - 和田がアポロ・シアター公演明けの休養をとり、森公美子が代理出演。
  - 11月8日 - ニッポン放送のイベント｢ザ・ラジオパーク2008 in 日比谷｣の会場の日比谷公園から公開生放送。和田が股間にコーヒーをこぼすハプニング。
- 2009年
  - 3月28日 - スポンサーの撤退により番組内の「TOYOTA ハッピータウンサーキット」がこの日をもって終了（コーナーそのものは3月31日まで放送）。以降は番組内で中継コーナーを編成しなくなった。
  - 4月4日 - 高知放送でネット開始。
  - 12月19日 - 番組1000回を目前にいしだは和田がデビュー直後、同じ関西出身者として大変世話になった人物であり「和田アキ子物語」にも登場している。
  - 12月26日 - 第1000回放送。番組名どおり、放送1000回を達成。ゲストに加藤登紀子、徳光和夫を迎える。

### 2010年代
- 2010年
  - 1月16日 - 1000回放送記念に番組が徳光からいただいた旅行券15万円分のうち10万円分をワダオネアの商品に。しかしリスナーが留守のため持ち越し。
  - 1月23日 - 持ち越した旅行券10万円分を5万円ずつ2名に分けてワダオネアの商品に。しかし1名のリスナーが留守のため5万円分が再び持ち越し。
  - 5月1日 - ニッポン放送のイベント「ザ・ラジオパーク2010 in 日比谷」の会場の日比谷公園から公開生放送。初代アシスタントの義剛がゲストとして出演。
- 2011年
  - 3月12日 - 東日本大震災の報道特別番組に伴い、放送休止。
  - 3月19日 - 東日本大震災の被災者への配慮のため、番組開始以来初めてオープニングBGMとエンディングテーマ（「翼もないのに」）を自粛（当時の他全番組と同様）。音声以外は無音で生放送を行った。
  - 11月19日 - オープニング冒頭の2分後に和田の携帯に笑福亭鶴瓶から電話がかかってきたため、急遽ニッポン放送とつないで鶴瓶が電話出演。
  - 12月3日 - 第1100回放送。
- 2012年6月16日 - IKKOおよびミッツ・マングローブがゲスト出演。通常ならば「週刊ワダスポ」は休止になるが、3日前に発表された松田聖子の再々婚についてリスナーからリクエストが殺到したため、この話題のみを「週刊ワダスポ特別編」として放送。また、『徳光和夫 とくモリ!歌謡サタデー』第2部に出演していた板東英二および宮根誠司がオープニングのみ急遽ゲスト出演。
- 2013年
  - 8月3日 - 和田が同年7月31日に生放送された『FNSうたの夏まつり』の出演中、垣花が自身のツイッターで「デーモン閣下と和田を組ませて、和田へ『お前も蝋人形にしてやろうか』（『蝋人形の館』の一節）と叫ばせたい」という意の投稿をしたことがリスナーから寄せられた[注 13]。垣花が番組直後に和田を賞賛するメールを送信していたことから、和田は生放送中に「どういう意味?」と垣花に詰め寄った。驚いた垣花はマイクから遠のいて喋ったり、（垣花の自宅で番組を見ていたという意味で）「御自宅で見ていました」「夏のうたまつり」などとしどろもどろの弁明。挙げ句の果てに和田は垣花に「君、この後凍らせてやるから」と言い捨てた。
  - 11月16日 - 第1200回放送。
- 2014年
  - 4月5日 - 4月1日からradikoにおいて区域外からの聴取が可能になるエリアフリーのサービスが開始されたことに伴い、この回の放送からネット局以外の地域においても聴取が可能となった。
  - 9月6日 - 制作局のニッポン放送では特別番組『ラジオで安心 みんなの防災2014』（11:00 - 17:00）を生放送のため休止となったが、ネット局には裏送りにて通常放送された。ただ和田は欠席し、垣花と和田のマネージャーが出演した。
  - 9月27日 - 福井放送が一時ネットから離脱。
  - 12月20日 - 大分放送でネット終了。
- 2015年
  - 2月21日 - アッコと仲がいいヒロミがゲスト出演。
  - 4月4日 - 新潟放送[注 14]・信越放送でネット開始。
  - 4月11日 - 福井放送が半年ぶりにネット再開。
  - 4月25日 - アッコと仲がいい所ジョージがゲスト出演。
  - 5月2日 - ニッポン放送のイベント「ザ・ラジオパーク2015 in 日比谷」の会場の日比谷公園から公開生放送。
  - 10月31日 - 第1300回放送。
- 2016年
  - 8月6日 - 垣花がリオ五輪取材のため休み。ピンチヒッター代打として松村邦洋とあびる優、進行を増田みのりが担当。
  - 8月13日 - 垣花がリオ五輪取材のため休み。ピンチヒッター代打としてますだおかだ、進行を増田が担当。
  - 8月20日 - 垣花がリオ五輪取材のため休み。ピンチヒッター代打としてカンニング竹山、進行を増田が担当。
  - 9月3日 - 制作局のニッポン放送では特別番組『防災スペシャル』を生放送のため休止となったが、ネット局には裏送りにて通常放送された。ただ和田は欠席したため、「垣花正のいいかげんな1回」が放送された。
  - 10月15日 - radikoタイムフリー機能により、本放送終了後の聴取が可能となる。
- 2017年
  - 3月25日 - 新潟放送でネット終了。
  - 5月27日 - 12時台中盤にアッコと仲がいい生島ヒロシが乱入[注 15] スタジオにスイカを差し入れした。
  - 10月7日 - 大分放送で約3年ぶりにネット再開。
  - 10月21日 - 第1400回放送。
- 2018年
  - 7月28日 - 12時台終盤にアッコとはスポーツジムでよく会うという別の番組へ収録出演していた陣内孝則が飛び入り出演。
- 2019年
  - 2月9日 - ゲストに和田のものまねをするMr.シャチホコがほぼアッコさんとして登場。事前にシャチホコと垣花で本番組のオープニングとエンディングを真似た『ゴッドアフタヌーン ほぼアッコのいいかげんに1000回』を収録し、その一部を番組内で放送した。全編はニッポン放送のYouTubeアカウントから配信され、2019年10月現在も視聴が可能。
  - 4月6日 - ラジオ大阪で放送開始。和田は「アッコのいいかげんに1000回」が30年目に入ったことと、自らの地元である大阪でのネット開始に触れ「大阪ええなぁ。なんでも言うといでや。」とコメントし、垣花は「ひときわうれしそうですね」と返した。また、垣花は3月末でニッポン放送を退社したため、この回の放送よりフリーアナウンサーとして出演している[4]。
  - 6月29日 - 12時台冒頭にアッコと仲がいい生島ヒロシが2年ぶりに乱入。今回は前回2017年と違い、当時生島が会長として経営していた生島企画室に月極契約タレントという異例の形で契約を行う、こちらもアッコとは日本テレビうわさのチャンネル以来の付き合いのせんだみつおも生島と乱入した[注 16]。
  - 9月7日 - クイズコーナーをリニューアルし、「クイズ アコちゃんに叱られる！」がスタート。
  - 9月21日 - 第1500回放送。
  - 10月12日 - 令和元年東日本台風（台風19号）の接近に伴い、スペシャルウィークではあったものの、内容を台風関連情報を中心とした内容に変更。
  - 12月14日 - この日の放送は『幻の企画が年末に復活！帰ってきた！アコちゃんに叱られるスペシャル！』として放送。本来この企画は10月12日のスペシャルウィークで実施予定だったが、先述の通り令和元年東日本台風の影響によって実施ができなかったものを改めて実施する形となった。12月7日の放送で企画の説明を行ったところ、当日2回(3万円を2人)実施予定だった『クイズ アコちゃんに叱られる！』が和田の意見を考慮して賞金と実施回数が変更(2万円を3人)された。

### 2020年代
- 2020年
  - 8月15日 - 和田が13日木曜日に倦怠感を感じ、万が一この年大流行した新型コロナウイルスに感染していた不測の事態に備えて、14日金曜日にPCR検査を行った結果、疾患していない2度の陰性が確認されたが、大事をとり正月休みと不定期にある休暇・スケジュール都合上の録音放送を除き、2000年の骨折以来20年ぶりに番組をお休みし、体調が回復してきたことから、番組冒頭に生電話で経過報告出演した。また、和田は翌日の『アッコにおまかせ』も欠席した。
- 2021年
  - 2月20日 -本番組が30周年イヤー最後の聴取率調査週間となったこの日、ゲストにダウンタウンの2人を迎える。和田とは公私ともに親しく、テレビ番組では毎年不定期に何かしらの形で共演・友情出演を繰り返ししているが、アッコのラジオ含めてラジオ番組での共演は長年一切なく、初共演となった（ダウンタウン側の土曜日のスケジュール調整が困難となったため、2月12日に事前収録した録音）。ダウンタウンも自身達が正式なニッポン放送自体への出演は優に『ロッテヤンスタNo1』（1988年）以来、33年ぶりとなった<（厳密には、先述した2006年3月にTBSテレビ『リンカーン』の一企画として、さまぁ〜ず、キャイ〜ン、雨上がり決死隊らとエンディングに生乱入して以来となる）[6]。その当時の音源が残されており、再放送された。その際に2007年6月をもって使用終了したエンディングBGMもそのまま約15年ぶりに放送された（エンディングは通常のまま、翼もないのに）。12時台はじめに和田と浜田がかつて歌った楽曲「ようかん夫妻」を流し、エピソードが語られた[7]。この「ようかん夫妻」は版権の関係からradikoによるタイムフリー再生では配信できなかったため、ゲストコーナー終了後にRadikoのタイムフリーについて説明があった際に「なお、今日の放送の一部素材について、タイムフリーではお聴きになることができませんのでご了承ください」と垣花からアナウンスがあった。
  - 8月21日 - 第1600回放送。
- 2022年
  - 1月22日 - 和田が急性声帯炎と急性気管支炎を発症し喉の調子が悪かったことから、この日は生放送だったが和田の喉の負担を抑えるために収録時のメインコーナー「名曲ディスカバリー」を中心とした編成で進行した。ただし、生放送ではあったためメッセージの受付は通常通り行われ、垣花がメッセージの紹介を行っていた。
  - 2月5日 - ゲストに勝俣州和を迎えての放送。勝俣は「朝だ!生です旅サラダ」（朝日放送テレビ制作）レギュラー出演のため通常は土曜日の午前中は大阪にいて、東京で生放送を行っている本番組への出演は収録でない限り不可能だが、この日は2022年北京オリンピック特番放送のため「旅サラダ」が休止となったことから本番組への出演が実現した。
  - 2月26日 - 垣花が新型コロナウイルス罹患により欠席のため、代役にカンニング竹山と箱崎みどり[注 17]を迎えての3人体制で放送した。翌週の3月5日も垣花が欠席のため、前週に続いて箱崎[注 17]が出演。ゲストに松村邦洋（11時台）、陣内智則（12時台）を迎えて放送。なお、欠席に伴ってこの期間は番組HPやRadikoのヘッダー画像から垣花の姿が消されていた[注 18]。
  - 3月12日 - 垣花が3週間ぶりに復帰。
  - 3月26日 - ラジオ大阪での放送がこの日で終了。
  - 4月9日 - 和田が新型コロナウイルス罹患により欠席。代役にミッツ・マングローブを迎えて放送[8]。翌週16日も欠席のため、代役に山瀬まみを迎えて放送[9]。なお、和田は16日まで自宅療養期間であったため、翌17日放送の『アッコにおまかせ!』から復帰[10]、19日には垣花がメインパーソナリティーを務める『あなたとハッピー!』にゲスト出演した[11]。
  - 4月23日 - 和田が3週間ぶりに復帰。ゲストに千鳥を迎えて事前収録での放送[12]。
  - 10月22日 - ゲストにタモリを迎えて事前収録での放送[13]。
  - 12月24日 - 制作局のニッポン放送では特別番組『ラジオ・チャリティ・ミュージックソン』の放送のため12時に終了し、和田も12時までの出演となった。正午からの1時間はネット局(福井・高知・大分）に裏送りで垣花のみ出演した。例年であればニッポン放送では後述の通り『ミュージックソン』放送日は番組そのものが休止（ネット局に向けて裏送りで放送）となっていたが、この週は12月の聴取率調査週間であったためか本番組を12時まで放送する対応が取られた。
- 2023年
  - 2月18日 - 制作局のニッポン放送では特別番組『オールナイトニッポン55周年記念 オールナイトニッポン55時間スペシャル・吉田拓郎のオールナイトニッポン』を放送のため休止。ネット局（福井・高知）に向けて垣花のみ出演し裏送り放送。
  - 7月29日 - 第1700回放送。この日は垣花が急な体調不良[注 19]で欠席し、代わりに箱崎[注 17]がアシスタントを担当。2022年に箱崎が代打を担当した時と異なり、和田と箱崎の2人で2時間進行を行った。
- 2024年
  - 1月6日 - 収録放送。なお、収録から放送までの間に大規模災害（令和6年能登半島地震）が発生したことから、誤解や混乱防止のため、番組冒頭で前年（2023年）収録である旨のアナウンスが行われた[1]。
  - 7月27日 - ゲストに勝俣州和を迎えての放送[14]。この日は2024年パリオリンピック開会式スペシャル放送のため「旅サラダ」が放送休止になったことから実現した。
- 2025年
  - 6月28日 - 第1800回放送。収録放送。ゲストに爆笑問題を迎える。

## スタジオ
- 1990年4月7日 - 1997年3月22日：旧有楽町社屋6階の第6スタジオ（通称：ブルースカイスタジオ）
- 1997年3月29日 - 2004年9月4日：お台場社屋（FCGビル）23階の第2スタジオ（愛称：スカイだいばスタジオ）
- 2004年9月11日 - 2014年3月29日：現有楽町社屋4階の第2スタジオ
- 2014年4月5日 - 現在：現有楽町社屋4階の第3スタジオ

## 長寿番組
1990年春改編から続く長寿番組で、ニッポン放送の生ワイドの昼番組の中では『高田文夫のラジオビバリー昼ズ』に続き2番目に長い。
1992年に放送回数100回、1994年に200回、1996年に300回、1998年に400回、2000年に500回、2002年に600回、2004年に700回、2006年に800回を迎えた後、2008年に900回を迎え、特集が組まれた。2009年12月26日に番組名どおり1000回を達成。その後も放送期間や回数を重ね、2020年春には30周年を迎えた。
- 番組開始時には当時のニッポン放送の長寿番組であった平日午前帯のワイド番組『玉置宏の笑顔でこんにちは!』パーソナリティの玉置宏が出演した。
- 1000回を迎えた辺りに和田はタイトル通り1000回で番組は終了するのかと発言していたが、和田と親交の深い森光子が当時90歳にしてなお現役で活躍していたことを垣花から振られると、「2000回（続いた場合は）私は80歳近く[注 21]。やれるかもね!」と意欲をみせていた。

## セブン-イレブン
この番組は、ニッポン放送においては『セブン-イレブン　サタデースペシャル』として放送されている。セブン-イレブンはニッポン放送に限り、1993年4月改編からのメインスポンサーであり、また冠スポンサーでもある。また、セブン-イレブンからのお知らせ「おまかせ セブン-イレブン」（生コマーシャル）はネット局でもそのまま放送されるが、この番組はNRNのネットワークセールスの対象ではなく、当時ネット局の放送対象地域にセブン-イレブンが出店していない地域があったため、ネット局では冠スポンサー名や一部のジングルはカットされている。
セブン-イレブンは、大分県では2001年に、福井県ではネット放送開始後の2009年に、2005年までネットしていた南海放送の所在する愛媛県では2014年にそれぞれ出店していて、現ネット局の高知放送の所在する高知県でも2015年3月に出店を開始した。なお、かつてのネット局であるラジオ沖縄のある沖縄県では未出店であったが2019年に出店し、47都道府県への出店を完了した。
ニッポン放送では、番組名に「セブン-イレブン サタデースペシャル」がついたタイトルコールやジングルが存在する。11:00の時報後、垣花による「セブン-イレブンサタデースペシャル　ゴッドアフタヌーン」というコールのあと、1秒ほど間があってから、和田による「アッコのいいかげんに1000回」というタイトルコールが行われる。ネット局では垣花の部分がカットされ最初の数秒間は無音になっている（ネット局によってはステーションジングルを入れる事で無音の時間を無くすようにしている局もある）。また、最初のCM入り前に前提供クレジット、11:23・11:32・11:54・12:25・12:32にCMフィラーの飛び乗り前に垣花による「セブン-イレブンサタデースペシャル」と言うジングルが、12:53のCM明け直前に「セブン-イレブンサタデースペシャル」ジングルと後提供クレジットが挿入される。提供の文言はいずれも同じく明日の笑顔を共に造るセブンイレブン『ゴッドアフタヌーン アッコのいいかげんに1000回』この時間は、セブン＆アイホールディングスのセブンイレブンがお送りします（しました）。」
全国ネット開始前はスポンサーの好意により、11時台はオープニングトーク（最大11:45頃まで）、メール・FAXテーマの発表（時間制限に達した場合は、トヨタ自動車のコマーシャルの後に発表）、セブン-イレブンのコマーシャル2本、「TOYOTA 飛び出せ街かど天気予報」（後にTOYOTA ハッピータウンサーキットに改題　現在は、放送終了）、トヨタ自動車のコマーシャル2本、11:50頃までトーク・曲という、時間配分が自由な構成になっていた。このため、和田はほとんど時間を気にせずオープニングトークをすることができ、話題が尽きないときは時間制限いっぱいまでしゃべることも少なくなかった。またBGMが15分で終わるようにできており、BGMが止まると和田のしゃべりが一瞬止まってしまうところが聴き所でもあった（後にBGMを20分程度まで延長したが、それでも足らないことがあったため最終的に40分程度まで延長）。これらは番組の大きな特徴でもあったが、ネット開始後は、ネット局への配慮からオープニングトークに時間制限がつき、11:20頃で一旦トークが終了する。
なお、放送日が12月24日及び12月25日が土曜日である場合、『ラジオ・チャリティー・ミュージックソン』との兼ね合いでニッポン放送では当番組が休止となる。ネット局では別途裏送りで放送されるが、和田は出演せずアシスタントのみが出演する。12月24日が土曜の場合は、11時台に『もうすぐ!ミュージックソン』、12月25日が土曜の場合は、12時台に『ありがとうミュージックソン』が放送されるが、セブン-イレブンの冠スポンサーが引き継がれ、「おまかせ セブン-イレブン」も『もうすぐ!』または『ありがとう』担当者によって紹介される。

## ネット局
2024年4月現在。全て毎週土曜の放送。ニッポン放送を含めネット局は全て、ウェブブラウザまたはスマートフォン・タブレット・スマートテレビなどのアプリを介して「radiko」（無料のリアルタイムまたはタイムフリー）または「radikoプレミアム」（有料のエリアフリー）で聴取可能。
NRN回線がモノラルだっため、ネット局ではradiko・ワイドFMで聴取する場合モノラルとなっていた。

### 現在
全て毎週土曜 11:00 - 13:00のフルネット。
- 特番などによる放送の休止・内容変更は以下の通り。
  - 本番組は土曜日に放送されている関係上、当該時間帯に局主催のイベントやスポーツ中継（野球・サッカー・マラソンなど）、特別番組放送につき、本番組の前半または後半を、ないしは全編を休止することがある。特に年始の放送が1月2日・3日になる場合はラジオ大阪を除いて裏番組の『東京箱根間往復大学駅伝競走実況中継』（文化放送制作、本番組をネットしない地域も含めて大半の地方局がネットしている）をネットするため休止となる。
  - 前述の通り、ニッポン放送（関東ローカル）では毎年12月24日・25日に同局ほかNRN系のAMラジオ局11局において共同で実施している（一部地域を除く）チャリティーラジオ番組『ラジオ・チャリティー・ミュージックソン』の放送が両日のどちらかが土曜と重なった場合、あるいは上記特番以外での特別番組のために休止となった場合となるなど、ニッポン放送（関東地区）のみで休止が生じる場合であっても、『ミュージックソン』をネットせず本番組の休止などの影響を受けないネット局には同局からの裏送りでそのまま放送される。その場合は和田が出演せず垣花が一人で担当し、タイトルも『垣花正のいいかげんな1回』となり、この回では番組スタッフや関係者をゲストに招いて和田の素顔や一面に迫るトークが主軸である。

| 放送地域   | 放送局名           | 放送期間                                     | 差替枠I                                 | 差替枠II                    | 差替枠III                 | 備考 |
| ---------- | ------------------ | -------------------------------------------- | --------------------------------------- | --------------------------- | ------------------------- | --- |
| 関東広域圏 | ニッポン放送（LF） | 1990年4月7日 -                               | -                                       | -                           | -                         | 制作局 |
| 高知県     | 高知放送（RKC）    | 2009年4月4日 -                               | 高知県からのお知らせ                    | 高知新聞ニュース・ 天気予報 | RKCミュージック・セレクト | 差替枠のBGMはニッポン放送からネット。                                                                       |
| 福井県     | 福井放送（FBC）    | 2003年10月4日 - 2014年9月27日2015年4月11日 - | 和田の楽曲を1・2曲                      | FBCニュース・ 天気予報      | 和田の楽曲を1・2曲        | 一旦打ち切られたが放送再開。                                                                                |
| 大分県     | 大分放送（OBS）    | 2008年4月5日 - 2014年12月20日2017年10月7日 - | トピッカーHOT情報 OBSラジオショッピング | OBSニュース・ 天気予報      | OBSラジオショッピング     | 『小村美記のひるどき!WAKU☆DOKI!』 （自社制作番組）の放送開始のため、一旦打ち切り。 2017年10月より放送再開。 |

### 過去
| 放送地域   | 放送局            | 放送時間      | 放送期間                       | 備考 |
| ---------- | ----------------- | ------------- | ------------------------------ | --- |
| 全国放送   | LFX488            | 夜            | 2000年12月2日 - 2002年11月30日 | ニッポン放送が制作していたBSデジタルラジオのチャンネル。 本放送終了後、CM・天気予報・ニュース・交通情報・フィラー音楽を カットして90分に編集され、その日の夜に放送。 最後の1年間は水曜夜にもリピート放送が行われていた。 チャンネルの編成方針の見直しにより終了。 |
| 沖縄県     | ラジオ沖縄（ROK） | 11:00 - 13:00 | 2003年10月4日 - 2008年3月29日  | 『ハルサーミュージシャン アイモコの音楽農園』 （自社制作番組）の放送時間拡大のため、打ち切り。 |
| 愛媛県     | 南海放送（RNB）   | 11:00 - 13:00 | 2003年10月11日 - 2005年10月1日 | 後番組は、同じNRN系列で文化放送制作の 『みのもんたのウィークエンドをつかまえろ』をネット （2005年10月8日 - 2010年10月2日）していた。 |
| 新潟県     | 新潟放送（BSN）   | 12:00 - 13:00 | 2015年4月4日 - 2017年3月25日   | 『大杉りさのRcafe'』 （自社制作番組）の放送時間拡大のため、打ち切り。 |
| 長野県     | 信越放送（SBC）   | 12:00 - 13:00 | 2015年4月4日 - 2017年12月30日  | 『SPORTS ON THE RADIO』 （自社制作番組）放送のため、打ち切り。 |
| 近畿広域圏 | ラジオ大阪（OBC） | 11:00 - 13:00 | 2019年4月6日 - 2022年3月26日   | 本社のある大阪市は和田の出身地で、 大阪府内が放送対象地域に当たるラジオ局では初めての放送。 『藤川貴央のDMZ』（自社制作番組）の放送枠移動などで 自主編成枠へ再び転換することに伴って打ち切り。                                                                    |

## 歴代スタッフ
- 現在のディレクター : 小鍛冶優子（2022年8月6日 - 現在）[注 24]
- 現在の放送作家 :
  - 歌川知憲
- 歴代のディレクター : 
  - 金井尚史（1994年8月6日 - 、後にプロデューサー。後述）
  - 橋内慎一
  - 内海武郎（2003年8月9日当時のディレクター[15]）
  - 角銅秀人（2006年12月29日当時のディレクター - 2009年頃まで、2014年12月逝去）
  - 宗岡芳樹（2010年頃 - 2012年3月31日）　他
  - 石田誠 （2021年9月4日当時のディレクター）
  - 田口真也（ - 2022年7月30日）

- - ）　他
- 歴代のプロデューサー : 
  - 金井尚史（2003年8月2日当時のプロデューサー[16]、2017年2月逝去[17]）　他
- 過去の放送作家 :
- 金沢知樹
  - 安野智彦
  - 鈴木おさむ（サブ作家担当）　他